# فؤاد المعدة

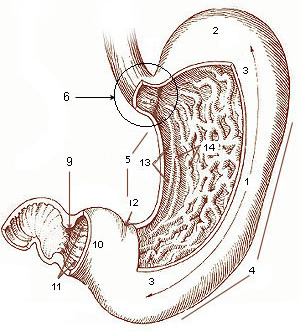
فؤاد المعدة يأخذ الرقم 6

الفؤاد أو السُّدفة (بالإنجليزية: Cardia)‏ هو مصطلح تشريحي لجزء من المعدة المتصلة بالمريء، حيث نلاحظ الانتقال المفاجئ من الظهارة الحرشفية (بالإنجليزية: squamous epithelium)‏ للمريء إلى الظهارة الاسطوانية (بالإنجليزية: columnar epithelium)‏ للمعدة بالمنظار.